# Avant que l’ombre…
Avant que l'ombre... – szósty studyjny album Mylène Farmer wydany 4 kwietnia 2005 we Francji. W Polsce album ukazał się 18 kwietnia 2005. Wyprodukowany przez Laurenta Boutonnata.
We Francji płyta sprzedała się w nakładzie 800 tys. egzemplarzy
Z tego albumu pochodzi 5 singli:  "Fuck them all", "Q.I", "Redonne-moi", "L'Amour n'est rien..." i "Peut-être toi".

## Lista utworów
1. "Avant que l'ombre..."
2. "Fuck them all"
3. "Dans les rues de Londres"
4. "Q.I"
5. "Redonne-moi"
6. "Porno Graphique"
7. "Derrière les fenêtres"
8. "Aime"
9. "Tous ces combats"
10. "Ange, parle-moi"
11. "L'Amour n'est rien..."
12. "J'attends"
13. "Peut-être toi"
14. "Et pourtant..."

- "Nobody knows" (utwór ukryty)

## Muzycy
Teksty: Mylène Farmer

Muzyka: Laurent Boutonnat, oprócz "L'Amour n'est rien..." Muzyka: Mylène Farmer & Laurent Boutonnat